# Крест (Каліфорнія)
Крест (англ. Crest) — переписна місцевість (CDP) в США, в окрузі Сан-Дієго штату Каліфорнія. Населення — 2828 осіб (2020).

## Географія
Крест розташований за координатами 32°48′0″ пн. ш. 116°52′1″ зх. д. / 32.80000° пн. ш. 116.86694° зх. д. (32.800022, -116.867077).  За даними Бюро перепису населення США в 2010 році переписна місцевість мала площу 16,91 км², уся площа — суходіл.

## Демографія
Згідно з переписом 2010 року, у переписній місцевості мешкали 2593 особи в 962 домогосподарствах у складі 720 родин. Густота населення становила 153 особи/км².  Було 997 помешкань (59/км²).
Расовий склад населення:
| - 89,8 % — білих - 1,5 % — азіатів - 0,9 % — чорних або афроамериканців - 0,8 % — корінних американців - 0,3 % — вихідців з тихоокеанських островів - 3,5 % — осіб інших рас |

До двох чи більше рас належало 3,3 %. Частка іспаномовних становила 12,3 % від усіх жителів.
За віковим діапазоном населення розподілялося таким чином: 19,1 % — особи молодші 18 років, 68,4 % — особи у віці 18—64 років, 12,5 % — особи у віці 65 років та старші. Медіана віку мешканця становила 44,8 року. На 100 осіб жіночої статі у переписній місцевості припадало 105,0 чоловіків;  на 100 жінок у віці від 18 років та старших — 101,6 чоловіків також старших 18 років.
Середній дохід на одне домашнє господарство  становив 82 846 доларів США (медіана — 68 816), а середній дохід на одну сім'ю — 89 034 долари (медіана — 77 578). Медіана доходів становила 60 707 доларів для чоловіків та 44 875 доларів для жінок. За межею бідності перебувало 8,1 % осіб, у тому числі 10,0 % дітей у віці до 18 років та 6,2 % осіб у віці 65 років та старших.
Цивільне працевлаштоване населення становило 1198 осіб. Основні галузі зайнятості: освіта, охорона здоров'я та соціальна допомога — 23,0 %, будівництво — 14,3 %, роздрібна торгівля — 12,7 %.